# トラファルガーの海戦 (ターナー)
『トラファルガーの海戦、1805年10月21日』（トラファルガーのかいせん1805ねん10がつ21にち、英: The Battle of Trafalgar, 21 October 1805）は、イギリスの風景画家ジョゼフ・マロード・ウィリアム・ターナーが1822年から1824年に制作した歴史画である。油彩。主題は1805年10月21日に行われたナポレオン戦争最大の海戦であるトラファルガーの海戦から取られている。イギリス国王ジョージ4世の命によりセント・ジェームズ宮殿の3つある州応接室を装飾し、ハノーヴァー朝と軍事的成功を結びつける連作の一部として発注された。ターナーがイギリス王室から発注された唯一の作品で、フィリップ・ジェイムズ・ド・ラウザーバーグの『ハウ卿の戦い、あるいは栄光の6月1日』（Lord Howe's action, or the Glorious First of June）の対作品の一片として飾るためであった。サイズは高さ261.5センチ、横幅368.5センチと大きく、ターナーの最大の作品となっている。絵画は最初の設置後まもなくして、イギリス海軍の傷痍軍人のための施設であるグリニッジ病院に寄贈された。現在はグリニッジの王立博物館の1つ国立海洋博物館に所蔵されている。またテート・ギャラリーに2点の油彩画素描が所蔵されている。

## 主題

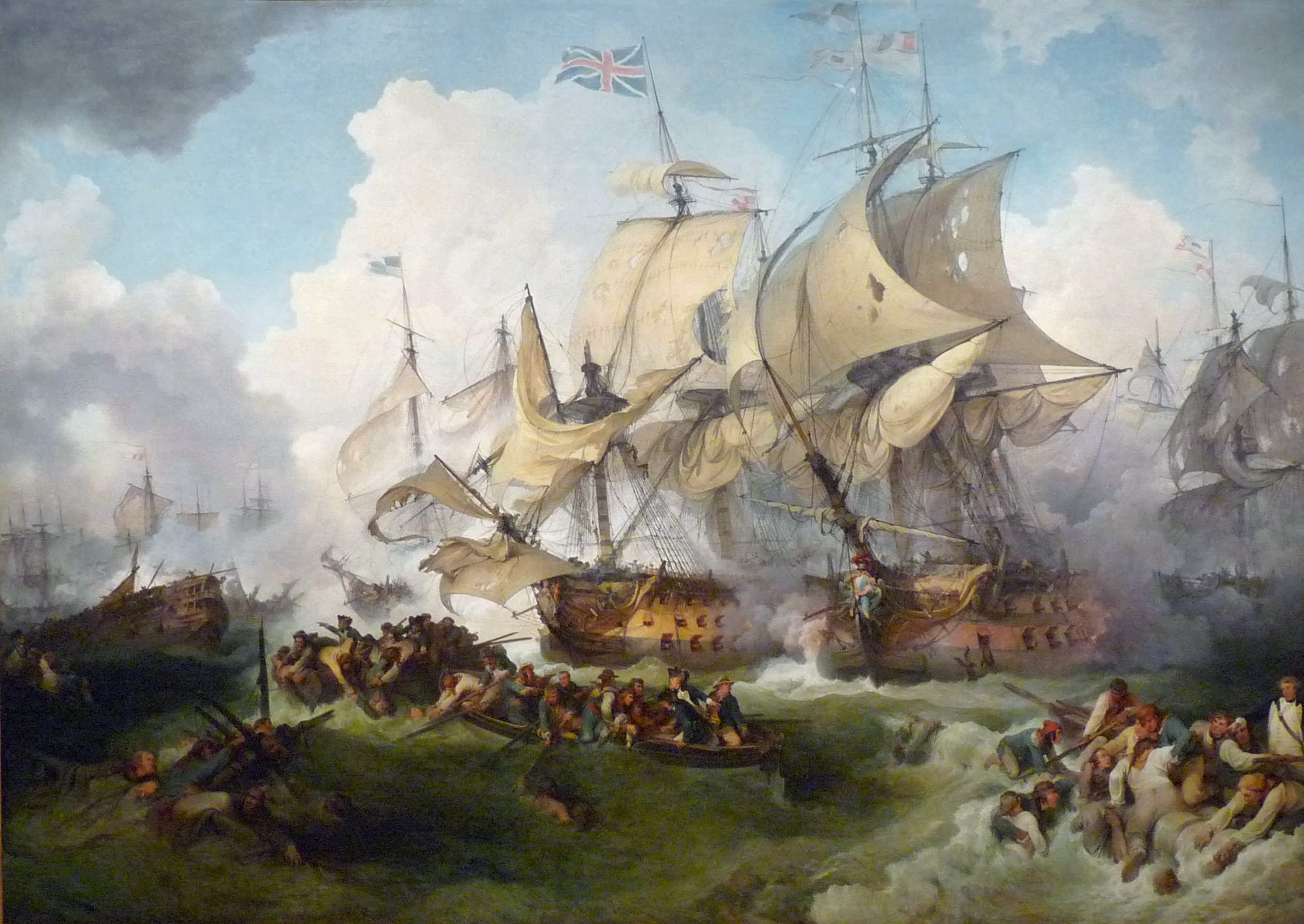
フィリップ・ジェイムズ・ド・ラウザーバーグの1795年の『ハウ卿の戦い、あるいは栄光の6月1日』。国立海洋博物館所蔵。

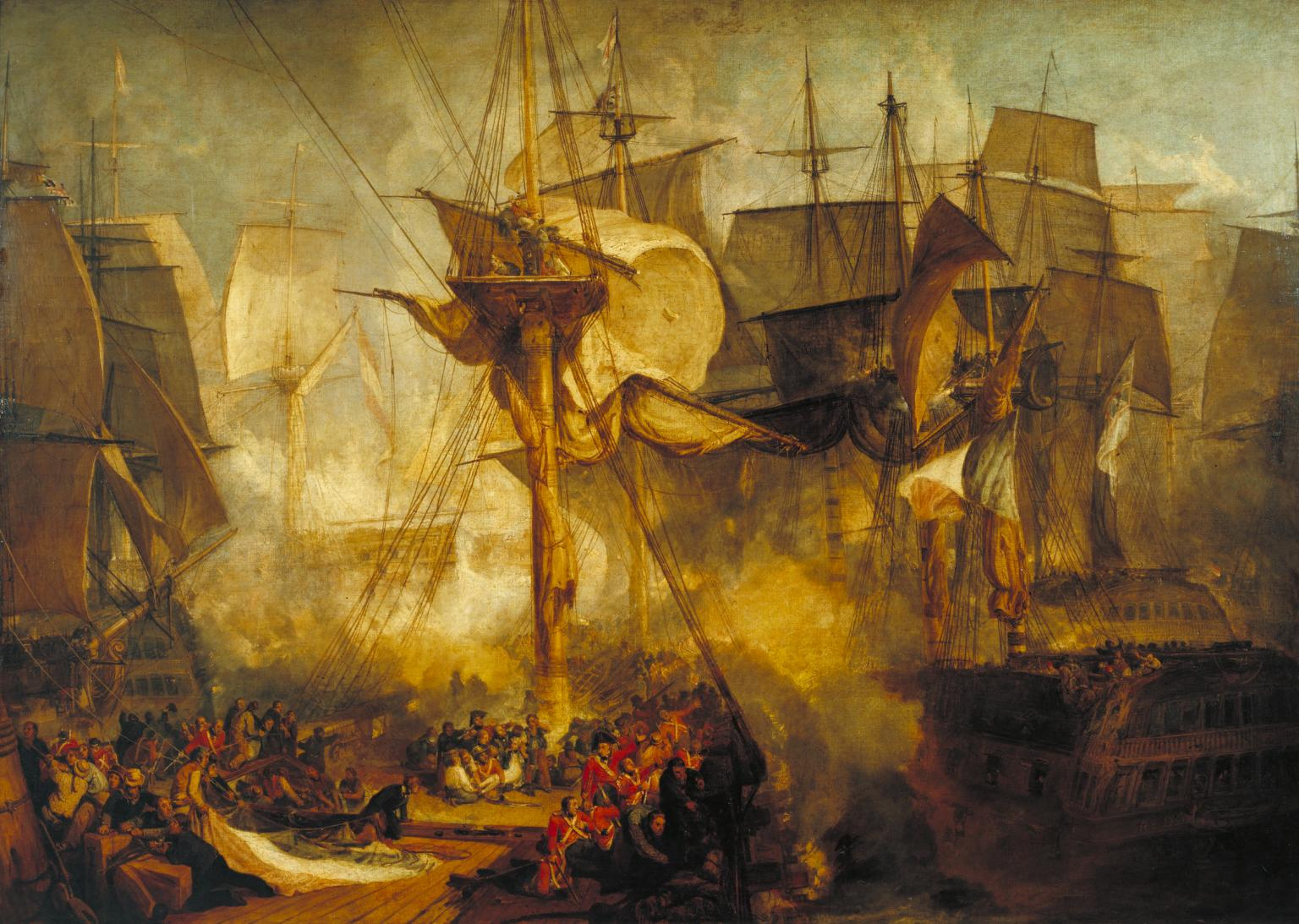
ターナーが1806年から1808年の間に制作したバージョン『旗艦ヴィクトリーのミズンマスト右舷のシュラウズから見たトラファルガーの海戦』。テート・ブリテン所蔵。

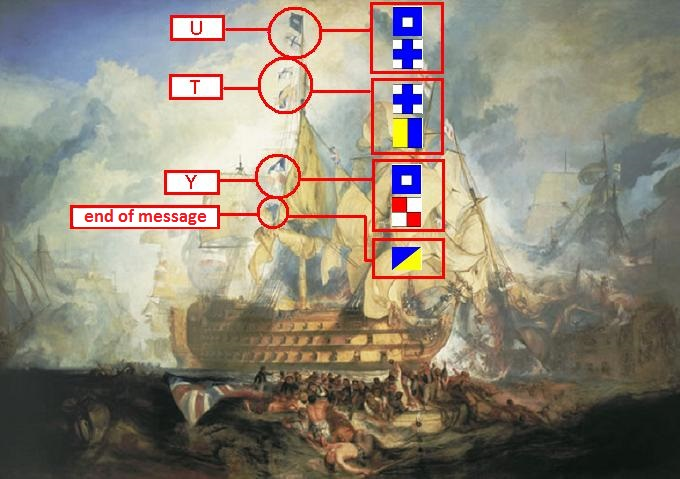
信号旗「U・T・Y・終信符号」を掲げる旗艦ヴィクトリー。

1805年、イギリス侵攻を計画していたナポレオンはフィニステレ岬の海戦の敗戦を受けて計画を中止し、カディスのフランス＝スペイン連合艦隊にナポリ攻撃を命じた。地中海方面のイギリス艦隊を率いたホレーショ・ネルソン提督はこの動きをカディス沖で察知、両艦隊は10月21日にスペイン南部のトラファルガー岬で激突した。ネルソン提督率いるイギリス艦隊はフランス＝スペイン連合艦隊の33隻に対して27隻と少ない戦力であった。それにもかかわらず、イギリス艦隊は決定的な勝利を収め、フランス＝スペイン連合艦隊のうち19隻を拿捕あるいは撃破した。ネルソン提督はこの戦いで、艦隊を分割して2列に並べるという型破りな戦術を取り、うち1つは旗艦ビクトリーが率い、もう1つは部下の初代コリングウッド男爵カスバート・コリングウッドが率い、フランス＝スペイン連合艦隊の縦の陣形に対して垂直の線の形で攻撃した。ネルソン提督が戦いの最中に、フランス海軍の軍艦ルドゥタブルからの銃弾で致命傷を負ったにもかかわらず、イギリスはトラファルガーで勝利した。その後、多くの市民がナポレオンのイギリス征服を終わらせた戦闘を描いた政府発注の芸術作品を求めた。これは国民全体に英雄ネルソン卿の美徳を示すことによって歴史画と芸術家の役割を反映している。

## 作品
ターナーはトラファルガーの海戦で戦う旗艦ヴィクトリーを描いている。ヴィクトリーはイギリスの支配的なシーパワーの象徴として誇張されたスケールで示されている。画面右端の戦艦はネルソン提督を狙撃したフランス海軍のルドゥタブルである。ルドゥタブルは撃沈しているが、実際には海戦の後に嵐の中で沈没した。前景のイギリス海軍の船員たちは、背後の旗艦ヴィクトリーでネルソン提督を襲った悲劇に気づかないまま歓声を上げている。
歴史画は伝統的に、聖書、神話、または古典的な歴史に由来する場面を描いた大規模な作品と定義されている。歴史画は一般的に芸術ジャンルの最高峰とされ、ターナーはその重要性を認識しており、絵画を国家の重要作品として強固に結びつけ、イギリスを偉大な海運大国であると主張している。これらの崇高な目標と意義を追求する中で、ターナーは同時代の出来事を描写した歴史画として、数日間にわたる戦闘の中からいくつかの瞬間を取り、それらを異時同図法的に1つの場面に統合した。これは、戦闘に参加し、普遍的、哲学的、および国家的に意義のあるものを制作するためにそれを使用したいというターナーの当時の願望を表している。古代史、宗教、神話のワンシーンを描いたものではないにもかかわらず、この側面、勝利と犠牲への言及は、ピラミッド型の構図とともに歴史画としての本作品の位置を再確認する。
戦闘シーンのリアリズムは、「英国は各員がその義務を尽くすことを期待する」というネルソン提督の有名なメッセージの一部を伝えるマストの旗に見ることができる。
ターナーはこの作品とトラファルガーの海戦の歴史全体に多大な個人的関心を持ち、投資を行っていた。ターナーは海戦直後にいくつかの素描を制作し、船とその艤装、および軍服の詳細を注意深く研究した。これらの初期の作品の中で最も注目に値するのは、『旗艦ヴィクトリーのミズンマスト右舷のシュラウズから見たトラファルガーの海戦』（The Battle of Trafalgar, as Seen from the Mizen Starboard Shrouds of the Victory）であった。この作品は好評を博し、ターナーが『トラファルガーの海戦』を海戦全体の総体的な説明を表すシーンに発展させるための基盤を提供した。この初期の作品は、伝統的な海景画から、ターナーが後に知られることになるより曖昧かつ雄大な方向に離れているという点でターナーの様式にさらに近づいている。トラファルガーのための準備において、ターナーは構図を伝統的な海景画に合わせて、『トラファルガーの海戦』の最初の素描とともに油彩による2点の準備素描を制作した。『トラファルガーの海戦』の第2の素描は伝統的な様式から離れ、前景に雲と人々が積み重なることによって、より組織化された混沌を備えた最終的な作品により似ている。本作品は発注されたものであるにもかかわらず、ターナーは従来の慣習から離れた様式で最終的な作品を描くことを選択し、彼のオリジナル作品に接近し、個人的な様式はトラファルガーとの個人的なつながりをさらに示している。作品の主題は明らかだが、雄大さを示唆する曖昧な要素、純粋な絵具のストロークによる空間の融解、そして人間と自然の力の間の対称性がある。

## 来歴
完成した絵画は1824年にセント・ジェームズ宮殿に飾られた。それから数年後の1829年、イギリス国王ジョージ4世によってフィリップ・ジェイムズ・ド・ラウザーバーグの『ハウ卿の戦い、あるいは栄光の6月1日』とともにグリニッジ病院の海軍美術館（The Naval Gallery at Greenwich Hospital）に最後に寄贈された。それ以来、絵画はグリニッジに所蔵されている。

## ギャラリー

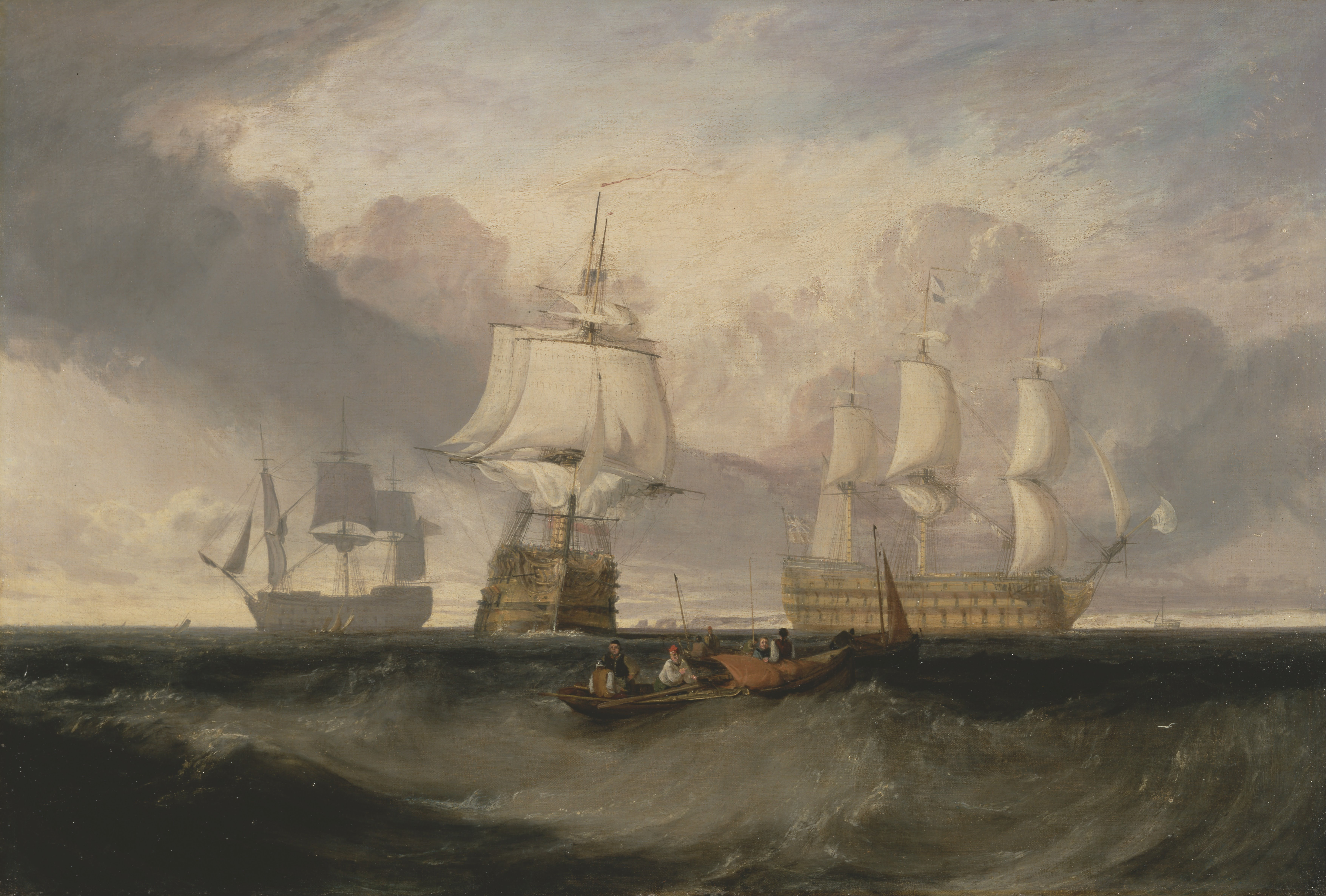
『三つの配置における、トラファルガーから帰還するヴィクトリー』1806年頃 イェール大学英国美術研究センター（英語版）所蔵
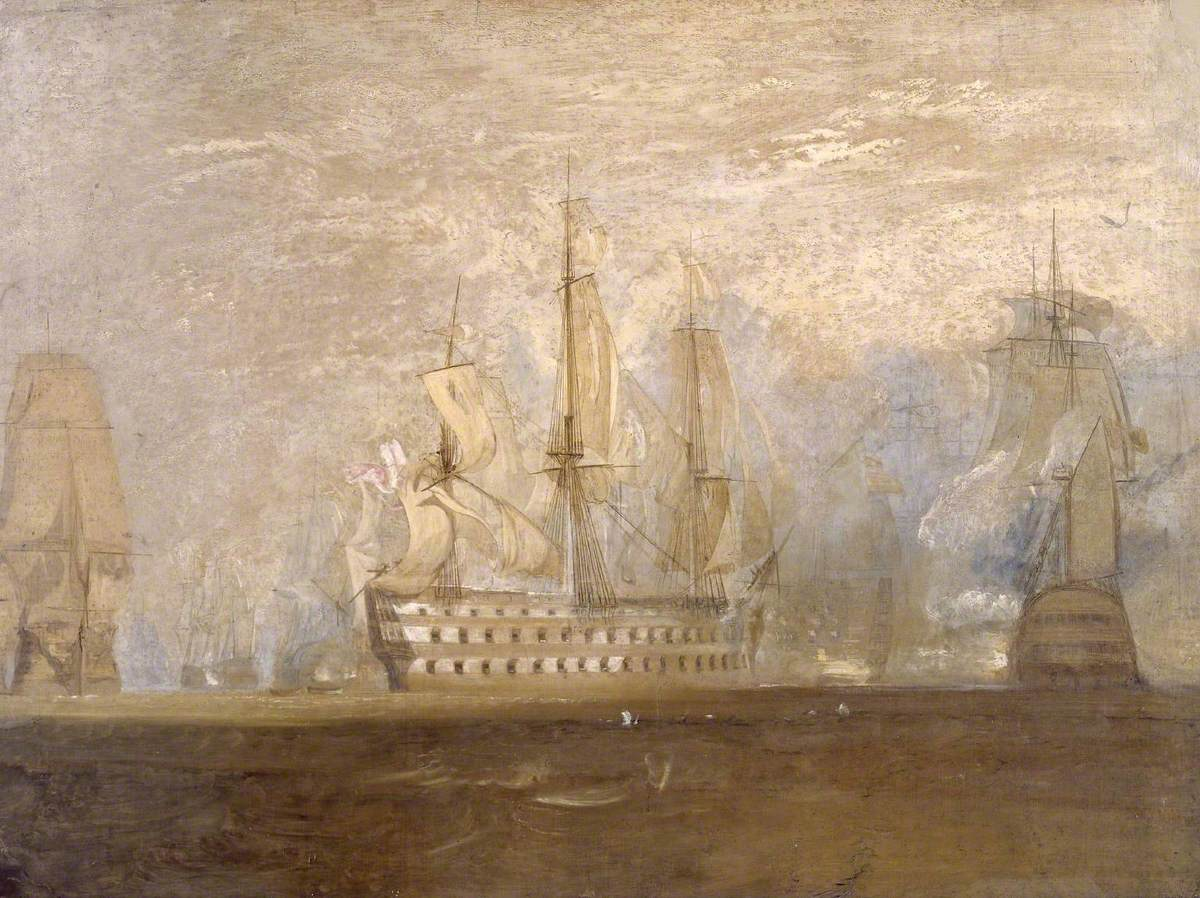
『トラファルガーの海戦のための最初の油彩素描』1823年 テート・ギャラリー所蔵
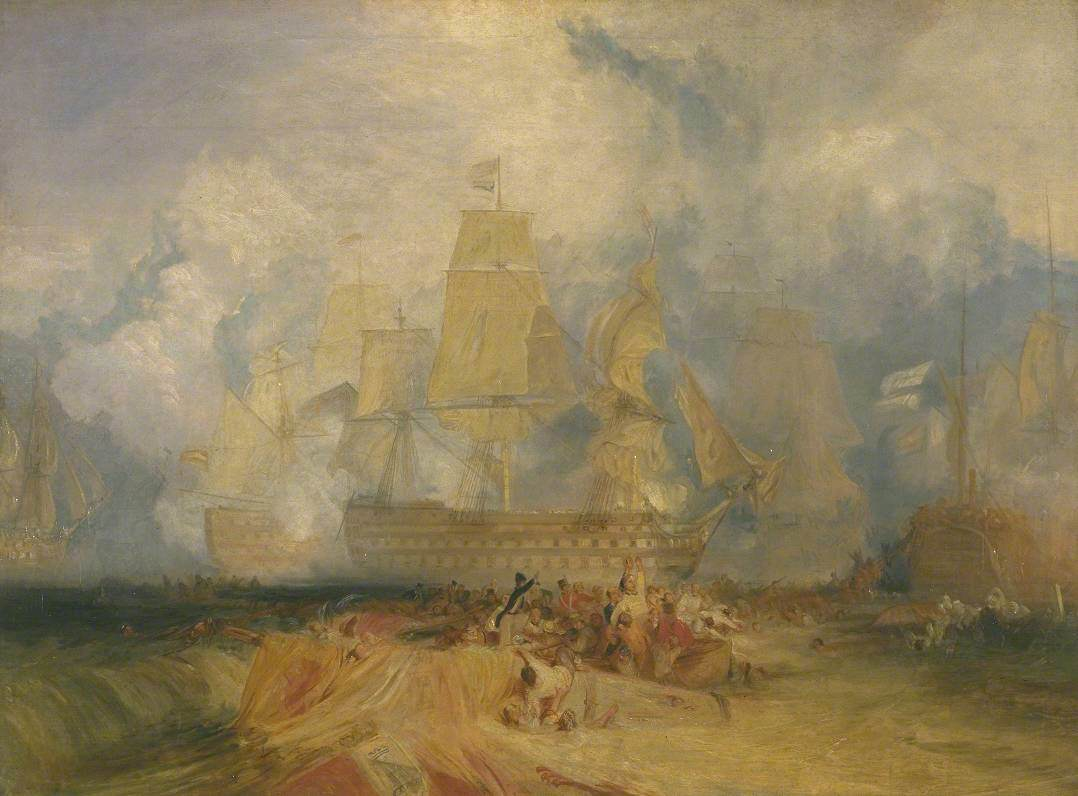
『トラファルガーの海戦のための第二の油彩素描』1823年 テート・ギャラリー所蔵
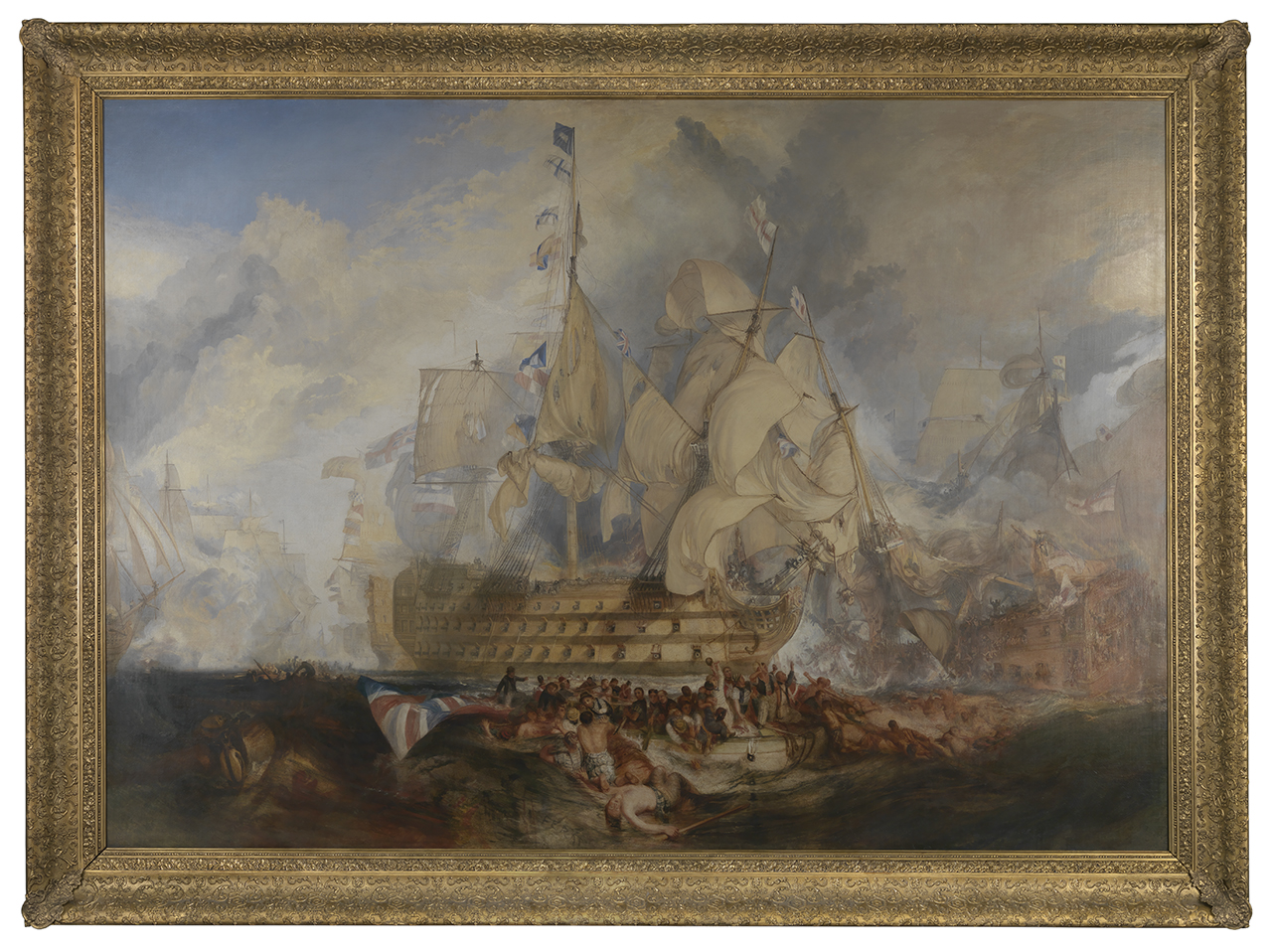
額縁
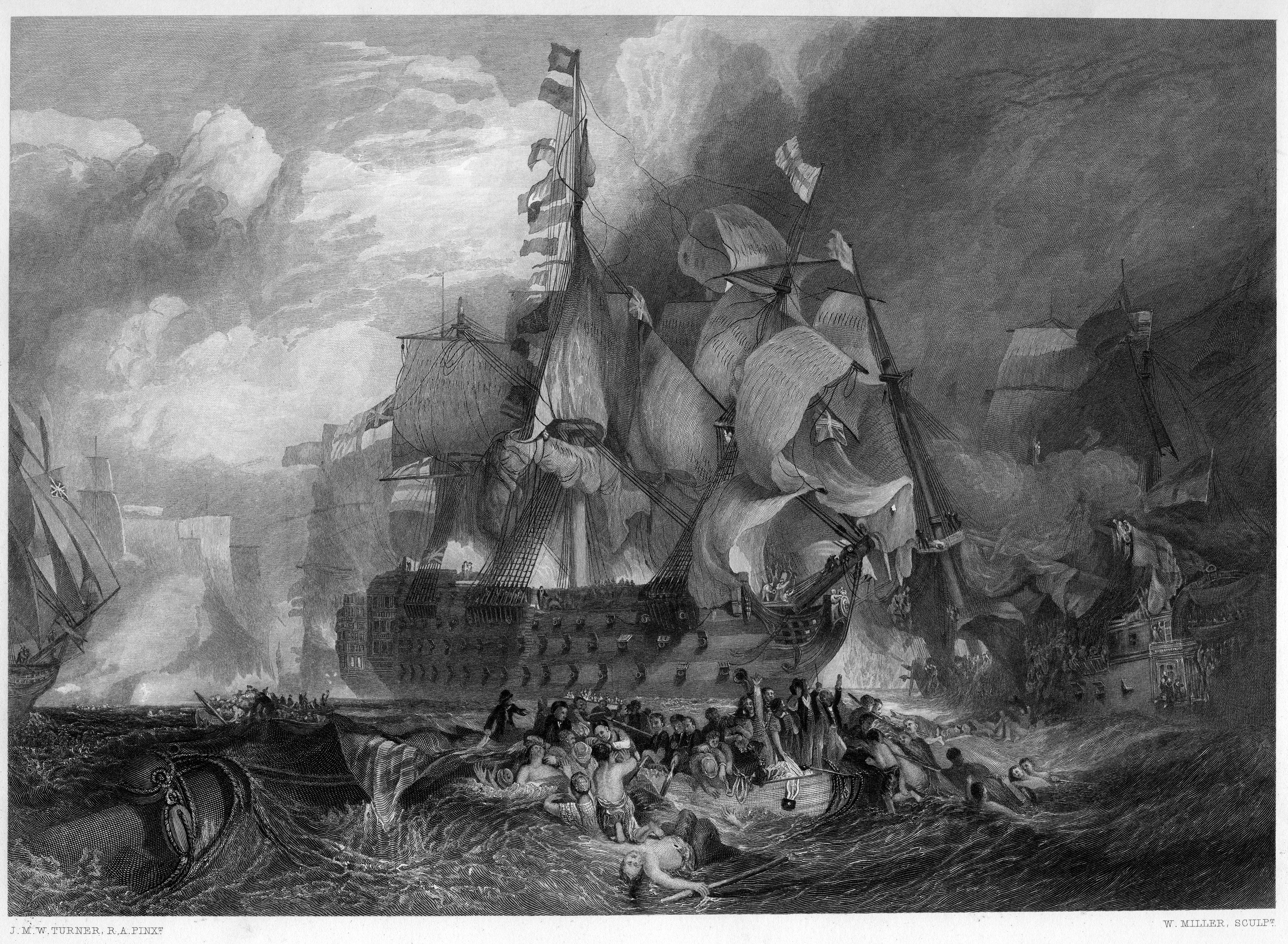
[[ウィリアム・ミラー (版画家)|]]によるエングレーヴィング 1875年